# برنامه‌نویسی شبکه در یونیکس
برنامه‌نویسی شبکه در یونیکس (به انگلیسی: UNIX Network Programming) کتابی نوشته ریچارد استیونز است. این کتاب اولین بار در سال ۱۹۹۰ توسط انتشارات Prentice Hall منتشر شد. کتاب بسیاری از جنبه‌های برنامه‌نویسی شبکه در سیستم‌عامل یونیکس را پوشش می‌دهد. تمرکز این کتاب بر روی طراحی و توسعهٔ نرم‌افزارهای شبکه‌ای در یونیکس است. این کتاب که حاوی ۱۵٫۰۰۰ خط کد به زبان سی است، به بررسی و توضیح یک‌سری راه‌حل برای مشکلات و مسائل مرتبط با شبکه می‌پردازد. در بخش چکیده کتاب اینطور آمده است که «کتابی برای برنامه‌نویسانی که به دنبال خودآموزی جامع در مورد سوکت‌ها، رابط لایه انتقال، تسهیلات مرتبط با ارتباطات بین فرایندی دریونیکس نسخهٔ۵ و بی‌اس‌دی یونیکس هستند».
نسخه‌های بعدی این کتاب، در دو جلد منتشر شدند. جلد اول به بررسی رابط‌های برنامه‌نویسی شبکه و سوکت تحت سکوی یونیکس می‌پردازد و جلد دوم هم به ارتباطات بین‌فرایندی اختصاص یافته‌است.
نویسندهٔ اولیه کتاب، ریچارد استیونز در ۱ سپتامبر ۱۹۹۹ از دنیا رفت. پس از مرگ او، در سال ۲۰۰۳، Bill Fenner, و Andrew M. Rudoff جلد اول این کتاب را بروزرسانی و منتشر کردند.
کتاب به صورت کوتاهی در فیلم دنیای وین ۲ نشان داده می‌شود.